# Vileña
Vileña – gmina w Hiszpanii, w prowincji Burgos, w Kastylii i León, o powierzchni 6,35 km². W 2011 roku gmina liczyła 34 mieszkańców.